# Gut Oevinghausen

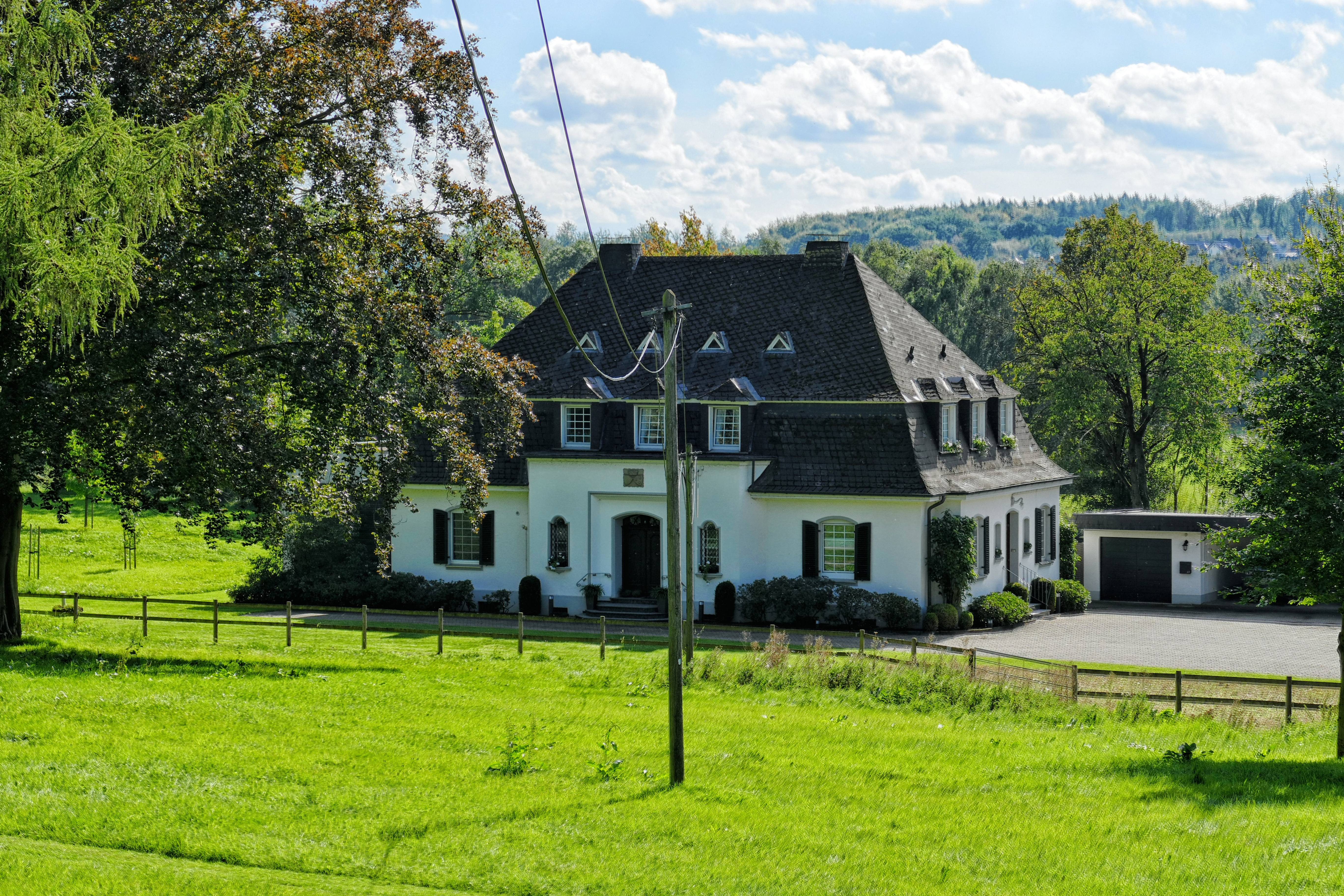

Gut Oevinghausen war ein Rittergut bei Waltringen, einem Ortsteil der Gemeinde Ense im westfälischen Kreis Soest, Nordrhein-Westfalen. Der Abt von Werden schenkte es 1036 den Grafen von Arnsberg als Dank für den weltlichen Schutz in einem Rechtsstreit. Es diente als Vorposten gegen die Herren von Altena-Mark. Später war es im Besitz der Familien von Böckenförde genannt Schüngel und von Plettenberg.
Im Jahre 1928 zerstörte ein Brand das Gut bis auf die Grundmauern. Um den Wiederaufbau zu finanzieren, wurde der heutige Werler Stadtwald an die Stadt Werl verkauft. Die kinderlose Witwe des Hunold Freiherrn von Plettenberg-Oevinghausen, Elisabeth, geb. Baronesse von Ochs, vererbte das Gut 1962 an die von Bodelschwinghsche Stiftungen Bethel. 1965 erwarb es der Landwirt Luig.